# Genesis P-Orridge
Genesis P-Orridge, rodným jménem Neil Andrew Megson (22. února 1950 – 14. března 2020), byl anglický hudebník a básník. Roku 1969 založil umělecký kolektiv COUM Transmissions, který byl aktivní do roku 1975. Roku 1975 založil hudební skupinu Throbbing Gristle, která se rozpadla roku 1981, ale v letech 2004 až 2010 začala být opět aktivní. Roku 1982 založil spolu s dalším členem této skupiny Peterem Christophersonem nový hudební projekt Psychic TV. Později působil v dalších hudebních projektech, jako například Thee Majesty a spolupracoval se skupinou Pigface. Od roku 1993 byla jeho manželkou hudebnice Lady Jaye Breyer P-Orridge. Roku 2017 mu byla diagnostikována leukemie.